# 剪輯

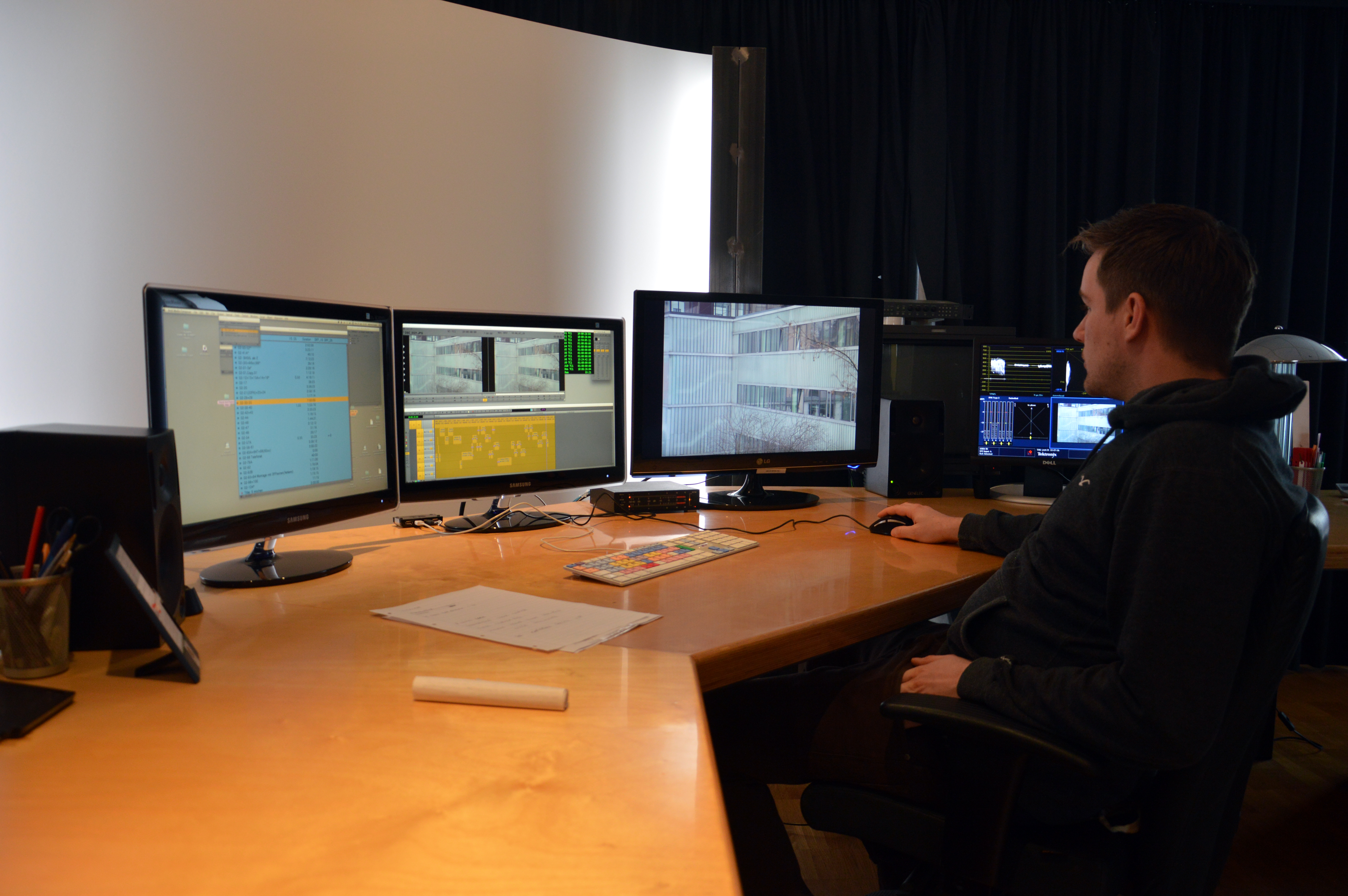

剪輯（又稱剪接）是在電影、錄影帶、電視節目等，對視訊、音訊做剪接編輯的工作。儲存媒體有光學底片、磁性的錄影機等。

## 後製作業
在所有材料錄製完成後，進行整理、揀去失敗與不使用的紀錄內容，大致裁出節目需要的影像部分（稱為粗剪）。這個階段並不對影像特別加工，只是挑選彙整內容而已。
其次將選出的材料依照節目的製作概念銜接內容。此時會調整材料狀態、加入特效、轉場效果等。視需要會文字標題、解說。
影像剪輯完後，配合內容加入聲音。包含背景音樂、音效、錄音好的台詞等。
經過各種作業，得到製作人或導演的許可後，將內容收錄至儲存媒體上才算完成（電視播放會使用D2等規格的影帶。這個製作工程通常會利用電視台之外，後期製作專門業者的出租剪輯工作室來進行。

### 動畫剪輯
動畫在製作流程上和電影有所區別，動畫的鏡頭都是按照事前的分鏡劇本製作的，所以後期剪輯工作很少會推翻原定的分鏡順序，所以剪輯的主要目的對已完成的鏡頭進行取捨，並保證鏡頭之間的銜接自然。

## 視訊剪輯技術

### 線性剪輯（VTR剪輯）
一般稱之為傳統剪輯，透過剪接機進行剪輯。
傳統「Betacam剪輯」與「Digital Betacam剪輯」，即是「線性剪輯」。
影像剪輯採順序剪接步驟製作完成，作業時須pre_roll和post_roll的機械緩衝動作，如BETACAM剪輯、DIGITAL BETACAM剪輯。
線性剪輯有2台VTR，可能是VHS或是DV，廣播等級則是BETACAM或DIGITAL BETACAM，將VTR-A帶子中的內容，選擇你所需要的，再COPY至VTR-B，以此類推，最後VTR-B的帶子中就為所需要畫面。
A/B ROLL剪輯則為有三台VTR，兩台是畫面來源，中間經由效果器可製作許多轉場效果，最後再錄至到VTR中。

### 非線性剪輯
一般稱之為電腦剪輯，透過電腦進行剪輯。

### 常用視訊剪輯軟體
BeeCut：一款功能豐富操作簡單，支援在win、mac、iOS和android上使用，適合影片剪輯初學者的視訊剪輯工具。
Adobe Premiere：一款大師級別windows端影片剪輯軟體，對電腦配置要求頗高。
OpenShot：一款簡單易用的影片剪輯工具，支援Linux、Mac 和 Windows。
Final Cut Pro：Mac電腦特有的影片剪輯工具，操作流暢功能強大。
威力導演：一款入門剪輯軟體，易於上手。
DaVinci Resolve: 調色功能強大的免費電影剪輯軟件，功能強大且齊全。

## 剪輯手法
兩個鏡頭之間剪輯，有以下幾種手法:77-80：
跳接／切（Take／Cut）
立即由前一個鏡頭切換至後一個鏡頭。
淡入、淡出（Fade In／Fade Out）
螢幕由黑暗逐漸變亮而成為圖像叫淡入，反之，由亮變暗叫淡出。在1至2秒間完成的，可以叫快入或快出，3至5秒以上才完成的稱為慢入或慢出。這兩種效果常用於故事或段落的開頭與結束。
溶接（Dissolve）
前一個鏡頭淡出，後一個鏡頭同時淡入重疊其上，稱為溶。同樣分快、慢。1至2秒的「快溶」通常指兩者是同時進行或平行發展的事件；3至5秒的慢溶則表示時間或空間的變化。
劃（Wipe）
「劃」是指前景被揩拭或劃過，而逐漸被後景佔滿的手法。兩個畫面之間可能有一條清晰的分界線、也可能是務和的混和線，透過擴大、縮小、旋轉、扭曲或者擺動等等方式運動，運動的方向垂直、水平或呈現對角皆可。劃表達的意思與溶接類似，通常要根據劇情風格的不同，選用其中一種手法。